# 봄의 왈츠
《봄의 왈츠》는 2006년 한국방송공사에서 방송된 월화 드라마이다. 2006년 3월 6일부터 2006년 5월 16일까지 방송되었다.
윤석호 PD의 독립소속사 윤스칼라에서 만든 첫 작품이자, 계절 시리즈 마지막 작품으로, 예전 세 작품과는 달리 신인을 파격적으로 기용해 화제가 되었다.
한편, 이 작품은 당초 정유경 작가가 집필자로 낙점되었으나 시작 전에 하차한 뒤 동시간대 MBC 넌 어느 별에서 왔니로 이동하여 물의를 빚었다.
아울러, 스토리의 일관성을 유지하지 못했던 점 등의 이유 탓인지 기대 이하의 아쉬운 성적에 그쳤다.

## 등장 인물

### 주요 인물
- 서도영 : 윤재하(이수호) 역 (아역 은원재) - 콩쿠르 입상으로 한국인의 관심을 한 몸에 받고 있는 차세대 클래식 피아니스트지만 성격이 까다롭고 괴팍하다. 성격때문에 친구는 필립 한명밖에 없다. 어린시절에 대한 비밀을 가지고 있다. 그리고 어릴 때 만난 서은영이란 여자아이를 잊지 못한다.
- 한효주 : 박은영(어린시절 본명:서은영) 역 (아역 한소이) - 친절한 성격으로 낮에는 김밥집에서 일하고 밤에는 트럭에서 악세서리와 옷을 판다. 악세서리 만드는 데에 재능이 있다. 어린시절 만났던 이수호라는 남자애를 친오빠 이상으로 의지하고 보고싶어 한다.
- 이소연 : 송이나 역 (아역 심은경) - 클래식음반 공연 기획사 기획팀장으로 완벽한 사람이다. 어린 시절, 같이 피아노를 쳤던 윤재하를 잊지 못하고 있다.
- 다니엘 헤니 : 필립 역 - 윤재하의 글로벌 매니저. 한때는 피아노의 신동으로 기대를 받았지만 지금은 피아니스트 윤재하의 매니저이면서 베스트 프렌드이다.

### 그외 인물
- 금보라 : 현지숙 역 - 재하의 엄마로 음대를 나왔다. 한 때 자살기도를 할 만큼 힘들었던 시기가 있었다. 지금은 피아니스트 윤재하의 어머니로 행복한 나날을 보내다가 윤재하의 한국진출에 맞춰 15년만의 귀국을 결심한다.
- 정동환 : 윤명훈 역 - 재하의 아버지로 외교관이다. 한 때 한국에 재화와 남아있지 않았던 것을 후회한다. 아내를 위해 큰 선택을 하고, 재하가 다시 한국으로 돌아가겠다는 말에 불안해 한다.
- 김해숙 : 조양순 역 - 은영의 엄마로 생활력 강하고 억센 성격이다. 남편과 결혼한 뒤 인생이 망가졌다고 생각한다. 지금은 김밥집을 하면서 살아가고 있다.
- 박칠용 : 박두식 역 - 은영의 아버지로 허풍이 심하고 책임감도 없고 방탕한 인물이지만 근본으로 여리고 감성적인 사람이다. 항상 은영의 걸림돌 노릇을 하고 있다.
- 최자혜 : 홍미정 역 (아역 한보배) - 은영의 친구로 어릴 때 헤어졌다가 어른이 되어 다시 만났다. 뮤지컬 배우의 꿈을 품고 무작정 서울로 올라와 은영과 좌판 일을 함께 한다. 배우가 되려면 인생의 갖가지 경험을 다 겪어봐야 한다는 게 그녀의 지론. 스스로에 대한 엄청난 긍정성을 갖고 있다. 세상에서 제일 예쁘고 잘났다고 믿는 것이다. 푼수로 보일 법한 이 무조건적인 자아 긍정성이, 도리어 주위 사람들을 유쾌하게 만든다.
- 박상우 역 - 은영의 동생으로 한때는 반항적이고 사고를 치고 다녔지만 군대를 다녀온 이후 정신 차리고 뮤지컬배우가 되기로 결심한다.
- 박희진 : 이나의 친구로 기자다. 자기 일에 대한 욕심도 많고, 특종은 절대 놓치려고 하지 않는다. 이나와는 예전부터 알고 지낸 사이라 재하와 이나의 관계도 어느 정도 알고 있었다. 친구의 입장으로서 두 사람이 잘 지내길 바라고 있지만 기자로서 어떻게 관계가 발전시켜 나가는지도 흥미진진하게 바라보고 있다.
- 이한위 : 이종태 역 - 수호의 아버지로 수호에게 고통과 애증의 대상이었다. 외아들 수호를 외딴섬에 버리고 조혜순의 돈을 훔쳐 달아나고 이제는 하루하루 끼니 걱정을 할 만큼 피폐한 삶을 살고 있다.
- 윤유선 : 조혜순 역 - 은영의 친어머니로 어려운 형편이지만 은영과 행복하게 잘 살고 있었다. 착하고 수줍은 성격에 수호를 맡아 키워줬다. 어느 날 은영이 병에 걸리자 힘겹게 수술비를 모았으나 수호의 아버지가 훔쳐가고 찾으러 서울로 올라왔으나 교통사고로 죽게 된다.
- 김미경 : 김봉희 역 - 홍미정의 어머니
- 한인수 : 송이나의 아버지 역
- 유순철 : 청산도 어부 역
- 이충열
- 김미성
- 박종설 : 귀가 잘 안들리는 할아버지 역
- 문미봉
- 장영주
- 김희윤
- 나은미
- 고태산
- 조병곤
- 이성호 : 의사 역
- 주부진 : 가방을 도둑맞은 여자 역
- 윤석오 : 가방 들고 도망가는 수호를 잡는 병원 경비원 역
- 우경진 : 은영의 공모전 담당자 역
- 김동석 : 진료기록 담당 의사 역
- 김주호
- 김경진
- 장성남 : 호텔 진상 손님 역
- 공재원 : 호텔 관리자 역
- 신양주
- 고아라
- 조미정
- 선은정
- 윤예인
- 민정현
- 신재도 : 사채업자 역
- 민병애 : 전세금 못 빼준다는 여자 역
- 김수빈
- 김경진
- 한태일 : 닭장 운반하는 할아버지 역
- 손영순 : 닭장 운반하는 할아버지의 부인 역
- 강수정
- 이루마
- 나경민
- 김익태
- 이원발

### 아역
- 신민규
- 박찬선
- 이인성 : 이강구 역 - 이종태의 아들 재하의동생
- 이지수
- 노기준

## 참고 사항
- 당초 성유리가 여주인공으로 낙점되었으나 같은 소속사였던 공유를 남자주인공으로 기용해줄 것을 외주제작사에 요구하여 물거품이 되었다[4].
- 결국 성유리와 공유는 MBC 수목 미니시리즈 어느 멋진 날에서 호흡을 맞출 수 있었다[5].

## 같이 보기
계절 시리즈
- 가을동화 (2000년 하반기 방영작)
- 겨울연가 (2002년 상반기 방영작)
- 여름향기 (2003년 하반기 방영작)